# 欽南区
欽南区（きんなん-く）は中華人民共和国広西チワン族自治区欽州市に位置する市轄区。

## 行政区画
- 街道:向陽街道、水東街道、文峰街道、南珠街道、尖山街道
- 鎮:沙埠鎮、康熙嶺鎮、黄屋屯鎮、大番坡鎮、竜門港鎮、久隆鎮、東場鎮、那麗鎮、那彭鎮、那思鎮、犀牛脚鎮